# Freedom (Contea di Outagamie, Wisconsin)
Freedom è un comune degli Stati Uniti, situato in Wisconsin, nella Contea di Outagamie.